# Call of Duty: World at War – Zombies
『Call of Duty: World at War – Zombies』（こーる おぶ でゅーてぃ わーるど あっと うぉー ぞんびーず、略: Call of Duty: Zombies）は、2009年に発売されたファーストパーソン・シューティングゲーム。Ideaworks Gameスタジオが開発し、アクティビジョンがiOS向けに発売した。本作はコール オブ デューティシリーズのスピンオフ作品であり、『Call of Duty: World at War』のゾンビモードがベースである 。本作は2009年11月16日に販売された。本作はアドホック、Wi-Fi、Bluetoothネットワークを通じてローカル及びインターネットを通じてグローバルな協力プレイができる。しかしながら規制によりマルチプレイヤーができなくなる可能性もある。「Verrückt」、「Shi No Numa」、「Der Riese」のようなマップでプレイできる。アクティビジョンは、本作の続編として『Call of Duty: Black Ops – Zombies』を2011年に発売した。
本作は第二次世界大戦中のドイツ軍のバンカーにいるアメリカ海兵隊という設定である。バンカーに侵入してくるゾンビ化したナチス親衛隊からプレイヤーは身を守らなければならない。

## ゲーム
本作の目的は各ラウンドでのゾンビの襲撃から生き残ることであり、ラウンドを重ねるごとに難易度が上昇する。プレイヤーの初期装備はコルトM1911であり、コンバットナイフで近接攻撃ができる。プレイヤーがゾンビと戦うとポイントが獲得できるが、これらのポイントは武器やパークの購入や、マップの別のエリアへ行くために使用できる。
ゾンビはマップ外からバリケード封鎖された入り口を通じて侵入してくる。ラウンドが進むごとに難易度が上昇し、ゾンビがバリケードをより早く破壊できるようになる。プレイヤーはバリケードを再設置することでもポイントを獲得できる。
本作はプレイヤーに特定の能力や力を付与する多数のパークが購入できる。